# Ukiyo-e
Ukiyo-e (jap. 浮世絵, うきよえ) je japanska škola slikanja koja je osnovana sredinom 16. stoljeća i trajala sve do kraja Edo-a, zlatnog doba japanske umjetnosti, 1868. godine. Pojam ukiyo-e u budizmu doslovno znači “plutajući svijet”, a označava prikaz opipljive stvarnosti. Često je naziv ukiyo-e izjednačavan s temama kao što su slava, glasovitost i ljepota, dakle plutajući svijet nije bijeg iz svakodnevnog života, već način življenja sam po sebi. Kasnije je pojam shvaćen kao “svijet užitaka”. 
Najpopularnije teme su bile kazalište, ples, i različite vrste ženske ljepote (bijin ga), od otvorene erotike do kurtizana iz visokog društva, pri čemu se naglašavaju pojedinačni ženski likovi i sjaj njihova kimona. Također su prikazivali i žene iz srednje klase u obavljanju svakodnevnih poslova, dok su mitološke i povijesne scene bile manje popularne, a pejzaži su bili samo pozadina sve do 19. stoljeća. 

## Povijest i razvoj
Mir i blagostanje u razdoblju Edo (Tokugawa šogunat), razvoj bogate trgovačke klase te prenošenje političke moći s Kyota na Edo (danas Tokyo) je pridonijelo stvaranju hedonističkog društva čiji se pripadnici skupljaju oko središta užitaka (kao četvrti Yoshiwara u Edu, Shimabara u Kyotu, Shinmachi u Osaki) i kabuki kazališta. 
Nakon prvih crno-bijelih otisaka (sumizuri) Moronobua (1618. – 1694.), u izradi se drvoreza uvodi crvena boja, a od 1710. nadalje i žuta i zelena. Primjena nekoliko različitih boja počinje oko 1764. godine, pri čemu se za svaku boju izrađuje po jedna drvena ploča. Ovu tehniku usavršio je Suzuki Haronobu (1725. – 1770.) na svojim “brokatnim otiscima” (nishiki-e) s prikazima lijepih i otmjenih žena.
Inovativni pristup kazališnoj tematici pokazuje Katsukawa Shunsho (1726. – 1792.) koji je utro put eksperimentalizmu Katsukawe Shun'eija (1762. – 1819.), školi Utagawa koju je vodio Toyokuni (1769. – 1825.) te originalnim radovima Toshusaija Sharakua (djelovao 1794. – 1795.).
Slike žanr-scena dobile su naziv “fuzokuga” jer su se usredotočile na prikaz dokolice, osjetilne užitke, pravila ponašanja u društvu i profinjen ukus. Torii Kiyonaga (1752. – 1785.) je postupnim izdubljivanjem ženskog lika uspio ostvariti osjetljivu ravnotežu između svijeta stvarnosti i svijeta mašte, dok Keisai Eisen i Kitagawa Utamaro (1735. – 1806.) hvataju pojedinosti života u četvrti Yoshiwara, o čemu svjedoče prikazi arhetipske ženske ljepote. 
Katsushika Hokusai (1760. – 1849.) je započeo veliki pejzažni ciklus pod nazivom Tridest šest pogleda na planinu Fuji (1830. – 1832.) i Stotinu pogleda na planinu Fuji (1834. – 1840.), a Utagawa Hiroshige (1797. – 1858.) u ciklusu Pedeset tri postaje na cesti Istočnog mora (1833. – 1834.) slika krajolike kraj čuvene ceste koja spaja Kyoto i Edo.
Ukiyo-e u 19. stoljeću je svojim stilom u drvorezu i motivima (opuštajućih žanr-scena, zabave, kurtizana, pejzaža i veduta gradova, pogledima iz zraka, itd.) bio jako sličan francuskom impresionizmu, a njegovi umjetnici su utjecali na postimpresioniste i secesijsku dekoraciju.

## Popis važnijih umjetnika
- Moronobu Hishikawa (1618. – 1694.)
- Torii Kiyonobu I (oko. 1664. – 1729.)
- Suzuki Harunobu (1724. – 1770.)
- Torii Kiyonaga (1752. – 1817.)
- Utamaro (oko. 1753. – 1806.)
- Sharaku (aktivan 1794. – 1795.)
- Hokusai (1760. – 1849.)
- Toyokuni (1769. – 1825.)
- Keisai Eisen (1790. – 1848.)
- Kunisada (1786. – 1865.)
- Hiroshige (1797. – 1858.)
- Kuniyoshi (1797. – 1861.)
- Kunichika (1835. – 1900.)
- Chikanobu (1838. – 1912.)
- Yoshitoshi (1839. – 1892.)
- Ogata Gekko (1859. – 1920.)

## Vanjske poveznice
- Slikarstvo ukiyo-e (hrv.)  Arhivirana inačica izvorne stranice od 22. travnja 2016. (Wayback Machine)
- Ukiyo-e (Japanese Woodblock Prints): Making and Collecting It, Sex and Van Gogh (engl.)
- Process of Wood-block Printing (engl.)
- Vodič za Ukiyo-e stranice na internetu (engl.)  Arhivirana inačica izvorne stranice od 14. rujna 2007. (Wayback Machine)
- Ukiyo-e u "Povijesti umjetnosti" (engl.)  Arhivirana inačica izvorne stranice od 30. listopada 2016. (Wayback Machine)
- Ukiyo-e - The Adachi Institute of Woodcut Prints (engl.)  Arhivirana inačica izvorne stranice od 12. siječnja 2016. (Wayback Machine)